# La Comédie de l'argent
Pour plus de détails, voir Fiche technique et Distribution.
La Comédie de l'argent (Komedie om geld) est un film néerlandais réalisé par Max Ophüls, sorti en 1936.

## Synopsis
Brand, un coursier de banque, transporte 50 000 florins dans sa sacoche. Quand il arrive à la banque, la sacoche est vide. Arrêté pour vol par la police, il est relâché faute de preuves mais la banque le renvoie. Sans ressource, sans issue, il désespère, quand l'homme d'affaires Moorman, qui pense que Brand a caché l'argent, lui propose la direction d’une société immobilière. Il accepte, mais démissionne ensuite par refus des magouilles. Puis il retrouve l'argent égaré, se retrouve tout de même en prison, et finit par s'en sortir.

## Fiche technique
- Titre original : Komedie om geld
- Titre français : La Comédie de l'argent
- Réalisation : Max Ophüls
- Scénario : Walter Schlee, Alex de Haas et Max Ophüls
- Décors : Heinz Fenschel et Jan Wiegers
- Photographie : Eugène Schüfftan
- Son : Isaac Jaap Citroën
- Montage : Gérard Bensdorp
- Musique : Max Tak
- Production : Will Tuschinski
- Société de production : Cinetone Productie
- Pays d'origine : Pays-Bas
- Format : Noir et blanc - 35 mm - 1,37:1
- Genre : comédie
- Durée : 89 minutes
- Date de sortie : 30 octobre 1936

## Distribution
- Herman Bouber (en) : Brand
- Rini Otte (nl) : Willie, sa fille
- Matthieu van Eysden (en) : Ferdinand, son beau-frère
- Cor Ruys (en) : Moorman, le directeur
- Edwin Gubbins Doorenbos : le narrateur
- Richard Flinck : l'agent immobilier
- Arend Sandhouse : l'employé
- Christine van Meeteren
- Lau Ezerman
- Corry Vonk (nl)
- Bert van Dongen
- Gerard Doting
- Gerard Hartkamp